# بطولة ساو توميه وبرينسيب 2017
بطولة ساو توميه وبرينسيب 2017 هو موسم من بطولة ساو توميه وبرينسيب. أشرف على تنظيمه اتحاد ساو توميه وبرينسيب لكرة القدم، وكان عدد الأندية المشاركة فيه 18، وفاز فيه UDRA ‏.